# Peter Kaeo

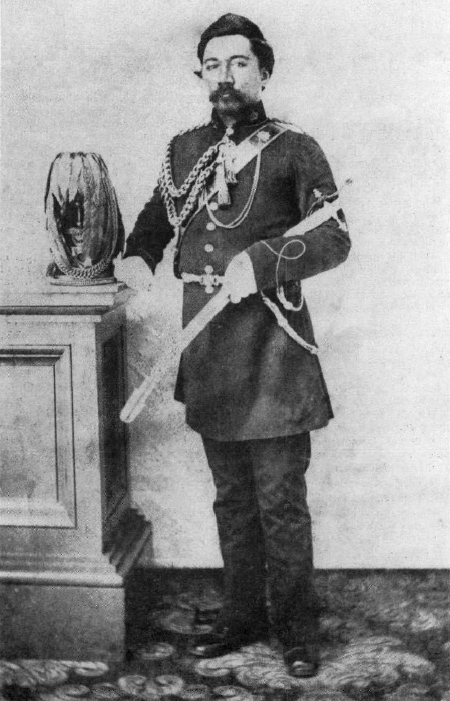
Peter Kaeo

Peter Young Kaʻeo Kekuaokalani (Honolulu, 1836 – Honolulu, 1880) foi um alto chefe havaiano (aliʻi) e político do Reino do Havaí. Sua prima era Emma, que disputou o trono após a morte de Kamehameha. Depois de diagnosticado com hanseníase, ele foi exilado em 1873 para Kalaupapa, o assentamento de isolamento em Molokaʻ. Mais tarde, ele foi autorizado a retornar a Honolulu, onde morreu.

## Biografia
Peter nasceu em 4 de março de 1836 em Paloha, Honolulu, na ilha de Oahu. Sua mãe era Jane Lahilahi, a filha mais nova de John Young Olohana, conselheira de Kamehameha I e a chefe Ka'ōanaʻeha. Seu pai era Joshua Ka'eo, juiz da Suprema Corte do Havaí e trineto ou bisneto do rei Kalaniopuu.
Ele foi adotado no nascimento por seu tio materno John Kalaipaihala Young, de acordo com a tradição havaiana de hanai. Seu tio era o quarto Kuhina Nui e o ministro do Interior. Kaeo foi declarado elegível para suceder ao trono havaiano por Kamehameha III e frequentou a Escola Infantil dos Chefes por causa de sua descendência de Keliʻimaikaʻi, tio de Kamehameha III. A escola era administrada por Amos Starr Cooke e Juliette Montague Cooke, um casal de missionários americanos.